# Coelichneumon popae
Coelichneumon popae är en stekelart som beskrevs av Heinrich 1966. Coelichneumon popae ingår i släktet Coelichneumon och familjen brokparasitsteklar. Inga underarter finns listade i Catalogue of Life.